# Laurent Dubreuil (critique littéraire)
Pour les articles homonymes, voir Laurent Dubreuil et Dubreuil.
Laurent Dubreuil, né en 1973, est un écrivain, professeur de littérature à l’université Cornell et critique littéraire français.

## Biographie
Après des études supérieures à Paris (École normale supérieure de la rue d'Ulm et université Paris-VIII), Laurent Dubreuil entame en 2005 une carrière aux États-Unis. Il est actuellement Full Professor d’études romanes et de littérature comparée et membre du programme de sciences cognitives, à l’université Cornell dans l’État de New York (États-Unis) .
Entre 1999 et 2015, il apporte sa contribution à la revue Labyrinthe, dont il devient codirecteur en 2008. Plus récemment, il est rédacteur en chef de la revue de théorie littéraire et philosophique Diacritics publiée par l'université Johns-Hopkins.
Il écrit aussi périodiquement dans les Cahiers du cinéma.
Son travail de critique a fait l’objet d’un ouvrage collectif publié aux Presses universitaires de Rennes en 2016.
En 2019, il publie un essai, La Dictature des identités (Gallimard), qui décrypte les obsessions identitaires qui règnent sur les campus universitaires des États-Unis. Depuis, il considère que la situation ne fait qu'empirer avec l'essor du mouvement « woke » dans toute la société américaine, y compris jusque dans les multinationales. Pour lui, ces débats autour des théories sur le genre, la race, l'intersectionnalité ou le décolonialisme, ne font qu'alimenter les obsessions identitaires à l'extrême droite.

## Publications
- De l’Attrait à la possession. Maupassant, Artaud, Blanchot (Hermann, 2003)[5]
- L’Empire du langage. Colonies & francophonie (Hermann, 2008) ; traduction en anglais (Cornell University Press, 2013)[6],[7]
- L’État critique de la littérature (Hermann, 2009)
- À force d’amitié (Hermann, 2009)
- Le Refus de la politique (Hermann, 2012) ; traduit en anglais, The Refusal of Politics (Edinburgh: Edinburgh UP, 2016)
- Pures Fictions (Gallimard, 2013)
- Génération romantique (Gallimard, 2014)
- The Intellective Space (Minnesota University Press, 2015)
- Poetry and Mind: Tractatus Poetico-Philosophicus (Fordham University Press, 2018)
- Portraits de l'Amérique en jeune morte (Éditions Léo Scheer, 2019)
- La Dictature des identités (Gallimard, 2019)[8],[9],[10],[11]
- Botaniser l'Odyssée, Paris, Les Belles Lettres, coll. Essais, 128 p., 2024  (ISBN 978-2251455723)
- Violences identitaires (avec Norman Ajari), Paris, Mialet-Barrault Éditeurs, 160 p., 2024  (ISBN 978-2080295064)

### En collaboration
- Avec Sue Savage-Rumbaugh, Dialogues on the Human Ape (Minnesota University Press, 2018)

## Prix
- 2009 : prix « New Directions » de la fondation Mellon[12]